# Мищюкайте-Бразайтене, Янина
Янина Мищюкайте-Бразайтене (лит. Janina Miščiukaitė-Brazaitienė; 10 мая 1948, Ионава, Литовская ССР, СССР — 20 февраля 2008, Вильнюс, Литва) — литовская и советская эстрадная певица, кларнетистка, музыкальный педагог. Заслуженная артистка Литовской ССР (1979).

## Биография
Родилась в семье музыкантов. В 1967 году окончила Каунасскую консерваторию им. Ю. Груодиса по классу кларнета. С 1968 года продолжила учиться на факультете культуры в Вильнюсском педагогическом университете (ныне Академия просвещения университета Витаутаса Великого). В 1986—1988 годах училась на Клайпедском факультете Литовской консерватории.
Преподавала в музыкальной школе и Литовской академии музыки и театра.
Выступала в эстрадных коллективах — в оркестре Каунасского завода искусственного волокна «Октава» (1968—1972), Московском мюзик-холле «Росконцерта» (1972—1975), была солисткой литовского оркестра Тримитас (1977—1985), оркестре «Октава» Литовской филармонии (1985—1987), Вильнюсского городского объединения эстрадных оркестров (1987—1992), «Тосана» (1992—1996). С 1992 года пела в вокальном ансамбле «Звёздный квартет» („Žvaigždžių kvartetas“.
С концертами посетила около 20 стран: Финляндию, Конго, Турцию, США, ОАЭ, Японию, девяти африканских странах, почти во всех европейских странах и республиках бывшего СССР. Пела на литовском, английском, немецком, французском, японском, болгарском, польском, русском и других языках. Исполняла сольные партии или дуэты в рок-оратории „Ugnies užkalbėjimas“ (1977), в рок-опере „Jūratė and Kastytis“ (2002), в мюзикле „Kurto Vailis women“ (2001), в проекте «Метаморфозы рок-классики» (2000) и других.
Похоронена на Антакальнисском кладбище в Вильнюсе.

## Награды
Единственная из литовских певцов, получившая самые высокие награды на международных конкурсах исполнителей эстрадных песен «Золотой Орфей-82» (Болгария; Серебряная медаль), Гала-84 (Куба, Гран При).
- Первый лауреат конкурса „Vilniaus bokštai“ (1968),
- Первый лауреат конкурса им. Антанаса Шабаняускаса.
- Первый лауреат нескольких международных фестивалей Литвы
- Рыцарский крест ордена Великого князя Литовского Гядиминаса (1998)[2][1]
- Заслуженная артистка Литовской ССР (1979)
- Первая литовская поп-певица, включённая в книгу рекордов Литвы.

## Память
- Именем Я. Мищюкайте-Бразайтене названа школа искусств в города Йонавы[3].
- В 2016 году снят документальный музыкальный фильм «Янина Мищюкайте. Жизнь в песне».